# Вячеслав Менжински
Вячеслав Рудолфович Менжински е съветски партиен деятел, приемник на Феликс Дзержински начело на ОГПУ (1926 – 1934).

## Биография
Роден в полско дворянско семейство с православно вероизповедание. Дядо му е певец в църковен хор. Баща му Рудолф Игнатиевич Менжински е випускник на Петербургския университет, окръжен съветник, преподавател по история в Петербургския кадетски корпус, преименуван на Кадетска гимназия през 1863 г. Майка му е инспектор в Школата на кавалерийските прапоршчици и юнкери. Има 2 сестри – Вера и Людмила.
Завършва Юридическия факултет на Петербургския университет през 1898 г. Води занятия в неделно-вечерни курсове за работници и в нелегални работнически кръжоци. В младостта си е близък до артистичните среди на Сребърния век (познава се е с Коневски, а както и с Ю. Н. Верховски), пише и издава проза.